# Henry Sinclair (2e baron Pentland)
Henry John Sinclair, 2e baron Pentland (6 juin 1907 - 14 février 1984) est un homme d'affaires et pair écossais. Il passe une grande partie de sa carrière à diriger les affaires gouvernementales et commerciales avec les États-Unis.

## Carrière
Pentland fait ses études au Wellington College. Il hérite du titre de son père, John Sinclair (1er baron Pentland), en 1925, âgé de seulement dix-huit ans. Il est admis au Trinity College de Cambridge et obtient une maîtrise en 1929. Il est élu président de l'Union de Cambridge en 1929. Il obtient un diplôme d'ingénieur civil.
Pendant la Seconde Guerre mondiale, il sert dans l'armée britannique et est ensuite secrétaire adjoint du Conseil combiné de la production et des ressources, 1944–1945 à Washington, DC.
Il est administrateur et vice-président de l'American British Electric Corporation. Connu pour son affiliation avec les travaillistes de Georges Gurdjieff, il est président de la Fondation américaine Gurdjieff lors de sa création en 1953, conservant le poste jusqu'à sa mort à New York en 1984.

## Famille
Lord Pentland épouse Lucy Elisabeth Babington Smith, fille de Sir Henry Babington Smith le 11 septembre 1941; le couple a une fille, Mary Sinclair (née le 21 novembre 1942).